# Antorcha Panamericana

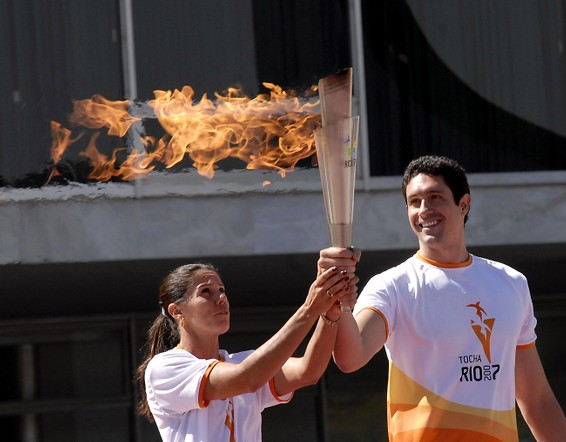
La Antorcha Panamericana de los Juegos Panamericanos de 2007, celebrados en Río de Janeiro, Brasil.

La Antorcha Panamericana, que tiene su origen en la Antorcha Olímpica, es encendida  previo a cada edición de los Juegos Panamericanos. 

## Historia del "Fuego Panamericano"
La primera vez que se realizó el encendido de la Antorcha Panamericana fue para los Juegos Panamericanos de 1951 organizados por Buenos Aires. El primer fuego panamericano llegó a la capital de Argentina proveniente de Olimpia, Grecia —lugar en el que también se enciende la Llama olímpica— horas antes del inicio de los Juegos. 
En la ceremonia inaugural, el 25 de febrero de 1951, el primer pebetero panamericano sería encendido por el atleta griego Aristides Roubanis.
Con el paso de los años, el encendido ceremonial ha cambiado: así entre los Juegos Panamericanos de 1955 y 1987 fue encendido en el Cerro de la Estrella (México), a excepción de los Juegos de 1963 que fue hecho en Brasilia.
Desde los  Panamericanos de La Habana, la antorcha es encendida en el Centro Ceremonial de Teotihuacán en México, y trasladada hasta el país en donde se lleva a cabo la respectiva edición de los Juegos.